# 卡尔顿·埃弗哈特二世
卡尔顿·D·埃弗哈特二世（英語：Carlton D. Everhart II；1961年6月17日—），美国空军上将，现任美国空军机动司令部司令， 曾任美国第十八航空军司令，代理美国第三航空军司令，于2015年8月11日任现职。埃弗哈特于1983年毕业于弗吉尼亚理工学院暨州立大学，通过空军预备军官训练团进入空军。埃弗哈特是一名拥有超过4500飞行小时的特级飞行员，主要飞行运输机。